# 1911 no futebol

## Eventos
- 2 de abril - Fundação do Guarani Futebol Clube, de Campinas, campeão do Campeonato Brasileiro de 1978.
- 26 de agosto - Fundação do clube Dínamo de Zagreb, da Croácia.
- 3 de setembro - A A.A. das Palmeiras é campeã da Taça Salutaris.
- 7 de setembro - Fundação do clube Grêmio Esportivo Brasil, de Pelotas, Rio Grande do Sul.
- 17 de setembro - O Sport Bahia é campeão do Campeonato Baiano de Futebol de 1911.
- 10 de outubro - Fundação do clube Comercial Futebol Clube, de Ribeirão Preto/SP.
- 22 de outubro - O Fluminense é campeão do Campeonato Carioca de Futebol de 1911.
- 29 de outubro - O São Paulo Athletic é campeão do Campeonato Paulista de Futebol de 1911.
- 15 de novembro - Fundação do clube Clube 15 de Novembro, de Campo Bom/RS
- 26 de novembro - O Bangu é campeão da Taça João Ferrer de 1911.
- 8 de dezembro - Fundação do clube Sport Comércio e Salgueiros, de Portugal.
- O Celtic F.C. é campeão da Copa da Escócia de 1910–11.
- O Olympia Bucureşti é campeão do Divizia A 1910-11.
- Na temporada 1910–11 do futebol português, o CIF venceu o Campeonato Regional de Lisboa e os Jogos Olímpicos Nacionais, e o FC Porto venceu a Taça José Monteiro da Costa.
- O Club Nacional é campeão do Campeonato Paraguaio de Futebol de 1911.
- O CURCC é campeão do Campeonato Uruguaio de Futebol de 1911.